# Eskifjörður

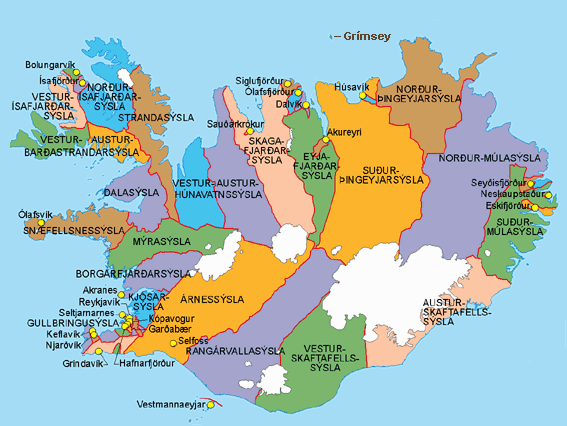
Eskifjörður apareix a l'est d'Islàndia, en un diminut sector acolorit amb taronja, envoltat pel comtat del Seuður-Múlasýsla.

Eskifjörður és un poble pesquer i comercial que es troba a l'est d'Islàndia, situat en el fiord homònim. Compta amb un petit museu situat en un antic magatzem de 1816. La ciutat té uns 1.068 habitants.
Des del 7 de juny de 1998 Eskifjörður és veïna del municipi de Fjarðabyggð.

## Llocs d'interès
Es tracta d'un poble molt hospitalari. El seu paisatge conté el turó Hólmatindur (de 985 metres sobre el nivell del mar). Eskifjörður no té una infraestructura turística gaire desenvolupada, però tot i així s'hi pot practicar-se el turisme a baixa escala.
Eskifjörður conté un Museu Marítim, on s'exposen els seus vaixells de pesca, xarxes, eines i altres accessoris. La pràctica de la mineria va començar al segle xvii, però en l'actualitat l'única mina està tancada. No obstant això, no se sap si la mina es tornarà a obrir al públic. Al poble, de gener a maig es donen les millors condicions climatològiques per esquiar.

## Esport
Aquest poble és seu del club de futbol islandès anomenat KVA Eskifjörður.

## Llocs d'interès
Una escultura obra de l'islandès Ragnar Kjartansson es troba en el carrer principal d'Eskifjördur, i commemora els mariners ofegats al mar.
A més, Eskifjörður té una de les col·leccions de pedres rares més completes d'Islàndia, amb milers de pedres originals tallades i polides de tot arreu de l'illa. Malgrat que es tracti d'una col·lecció privada, es pot visitar.